# Qingsheng, Chongqing
Qingsheng (kinesiska: 清升) är en köping i sydvästra Kina. Den ligger i stadsdistriktet Rongchang i storstadsområdet Chongqing, omkring 110 kilometer väster om det centrala stadsdistriktet Yuzhong. Antalet invånare är 13 636. Befolkningen består av 6 913 kvinnor och 6 723 män. Barn under 15 år utgör 21,0 %, vuxna 15-64 år 64 %, och äldre över 65 år 14,0 %.